# Граматичне значення
Граматичне значення — це таке абстраговане поняття, яке оформлює лексичне значення слова й виражає різні його відношення за допомогою граматичної форми. Граматичні значення внаслідок зіставлення, протиставлення, взаємовідношення, якщо вони однорідні, становлять єдність своїх складників та утворюють граматичну категорію.
Кожне слово в мові характеризується одним чи кількома граматичними значеннями. Граматичне значення є обов'язковою ознакою слова.
Граматичні значення слова є додатковими (супровідними) щодо лексичного значення й слугують для позначення як певних різних зовнішніх зв'язків предмета чи явища, так і найзагальніших властивостей буття.

#### За роллю в мові граматичні значення слова поділяються накласифікаційні,синтаксичнітаномінативні.
- Класифікаційні граматичні значення виступають у різних словах і є постійними, незмінними. Вони, як правило, зумовлені лексичним значенням слова. Такими в українській мові є належність до частини мови (синь, синій, синіти), вид дієслів (йти, прийти), рід іменників (рік, ріка).

- Синтаксичні граматичні значення використовуються лише для зв'язку слів у реченні. Вони виступають у тому самому слові й є змінними. Ніякого реального змісту ці значення самі по собі не виражають. Такими є рід, число й відмінок прикметників, рід і число дієслів, певною мірою відмінки іменників.

- Номінативні граматичні значення виступають теж у тому самому слові, але виражають ті чи інші найзагальніші властивості буття й тим доповнюють, уточнюють лексичне значення слова. Таку роль виконує, зокрема, число іменника: різне реальне значення передають однина й множина того самого слова: день (це тільки одна доба, тобто 24 години) і дні (це більше ніж одна доба, тобто 48, 72, 96 або більше годин). Ступені порівняння прикметників вказують на різну інтенсивність вияву ознаки: холодний, холодніший, найхолодніший.

Синтаксичні й номінативні граматичні значення, як змінні, зумовлюють творення різних морфологічних форм того самого слова — словоформ. У речення змінні слова входять лише у вигляді певних словоформ.

#### З погляду відношення граматичних значень до дійсності їх ще можна поділити нареальнійформальні.
- Реальні граматичні значення несуть певну інформацію про дійсність (це і частини мови, і ступені порівняння прикметників, і час дієслова, і в певних випадках рід іменників, відмінок іменника).

- Формальні граматичні значення в межах слова не мають відношення до дійсності, а в реченні вони виконують синтаксичну роль, допомагаючи правильно моделювати дійсність, відображувану в словах. Наприклад рід дієслова в минулому часі, він ніяк не впливає на семантику слова — ту саму дію означає, наприклад, змінив і змінила. Але в реченнях День змінив ніч і День змінила ніч рід дієслова суттєво змінює значення висловлювань: перше з них означає «настав день», друге — «настала ніч».[2]

#### Способи вираження граматичного значення
- Синтетичний спосіб реалізується у межах морфологічного слова афіксальними засобами: закінчення, суфікси, префікси, інтерфікси, напр., матері (значення давального відмінка, однини і жіночого роду виражає закінчення), лоша - лошати (значення родового відмінка, однини і середнього роду передають суфікс -ат і закінчення -и), мити - домити (значення дієслівного доконаного виду виражає префікс до-).

- Аналітичний спосіб вираження граматичних значень маємо тоді, коли службове слово виступає показником цих значень, напр., буду робити, робив би, хай робить. Аналітичною називають граматичну форму, в якій службові слова виражають граматичне значення.

- Аналітико-синтетичний спосіб вираження граматичних значень поєднує афіксальне (синтетичне) граматичне оформлення слова з аналітичними елементами. Наприклад, у сучасній українській мові місцевого відмінка грамему з-поміж інших відмінкових грамем виокремлюють прийменник і флексія. Форма місцевого відмінка без прийменника не вживається.

- Суплетивація - це творення форм того самого слова від різних коренів (напр., ти - тебе - тобі, красивий - гарний).

## Зноски
1. ↑   Сучасна українська мова: Підручник/О. Д. Пономарів, В. В. Різун. — 3-тє вид., перероб. — К.:Либідь, 2005. — 488 с.
2. ↑  http://ukrainskamova.narod.ru/ [Архівовано 11 лютого 2010 у Wayback Machine.] Довідник. Українська мова